# Homicskó Atanáz
Homicskó Atanáz, Homicskó Aftanáz Tódor (Nagyberezna, 1864. május 14. – Budapest, 1916. november 2.) grafikus, karikaturista, festőművész, orvos.

## Életpályája
Szülei: Homicskó Sándor és Ignátovits (Ihnatovics) Anna (1836–1888) voltak. 1903. július 11-én Budapesten feleségül vette Sloboda Karolinát.

### Munkássága
Orvosként, rendszeres előtanulmányok nélkül kezdett rajzolni Jankó János ösztönzésére, akinek később a Borsszem Jankó című folyóiratnál helyébe lépett. A Mátyás diák és a Budapest című lapnak is rajzolt karikatúrákat.

## Galéria
- Jókai Mór portréja
- Deák Ferenc portréja
- Jókai Mór portréja
- Szélkakas
- Tanári kongresszus